# Johan Borgen
Johan Collett Müller Borgen (ur. 28 kwietnia 1902 – zm. 16 października 1979) – norweski pisarz, dziennikarz, satyryk i krytyk literacki. Pisał w języku Riksmål.
Podczas drugiej wojny światowej pisał, pod pseudonimem Mumle Gåsegg, felietony dla dziennika Dagbladet, w których wyśmiewał politykę i zarządzenia nazistowskich władz w okupowanej Norwegii. W 1943 r. został zdemaskowany, aresztowany i wywieziony do obozu Grini niedaleko Oslo.
Po wojnie, w latach 50., był m.in. szefem redakcji kulturalnej komunistycznego dziennika Friheten, a następnie wydawcą literackiego magazynu Vinduet. Najbardziej znaną książką Borgena jest powieść Lilielord (1955). Opublikował ponad 30 tomów prozy (powieści, listy, felietony i eseje) oraz dwa tomy wspomnień Dager på Grini (1945) i Barndomnes rike (1965). Pisał także sztuki teatralne.

## Nagrody
- 1945 Gyldendals legat
- 1955 Nagroda Literacka Krytyków Norweskich
- 1965 Nagroda Doblouga
- 1966 Nagroda Norweskich Księgarzy
- 1967 Nagroda literacka Rady Nordyckiej